# 法若真
法若真（1613年—1696年），字汉儒，号黄石，山東胶州人。清初官員、詩人、畫家。

## 生平
法若真為明末諸生。清順治三年（1646年）与伯兄法若貞中同榜進士，改庶吉士，散館授弘文院編修。擅长山水画。順治五年（1648年）充任福建鄉試正考官，回京後，升秘書院侍讀，纂《太宗文皇帝實錄》。後出任浙江粮道，因父丧未上任。服闕後補福建布政司參政。
康熙元年（1662年）入覲，升浙江按察使，官至安徽布政使。康熙十八年（1679年）獲荐舉博學鴻詞科，稱病未就，在黃山隱居多年。康熙三十年（1691年），法若真由黄山返回故里，同年病故。

## 成就
法若真工詩文，有《黄山诗留》20卷、《黄山文留》4卷、《介庐诗》1卷、《黄山集》20卷等。又喜繪畫，尤善山水。
传世作品：
《华山落雁峰图》轴，作于康熙二十四年（1685年），藏上海博物馆。